# Fotosmartonos
Fotosmartonos (románul: Fotoș) település Romániában, Kovászna megyében.

## Története
A Bodoki-hegység déli előterében nyújtózik végig az egykori Sepsimartonos, az Olt vizébe bal oldalon beleereszkedő Martonos-patak völgyében, míg ikerpárja, Fotos, a közeli Fotos-patak völgyét uralja.
1407-ben Fothos néven írják az oklevelek. (C. Suciu: Dicționar istoric.)
Az 1567-i regestrumban Fotos 10 kapuval, Martonos 11 kapuval szerepel. (Orbán: Székelyföld. III. 48.) 1602-ben Fotos (C. Suciu: i.m.) a neve.
1899-ben egyesült a két falu, akkor lesz a hivatalos neve Fotosmartonos,  1910-ben a már egyesült településen 432-en éltek..
Középkori templomról nincs adat.
A 18. században református anyaegyház, Fotos és Martonos közös egyháza. Templomépítésről 1811-ből van adat, de lévén anyaegyház és társegyház már előbb, régebbi temploma is kellett hogy legyen, legalábbis 1678 után, ameddig csak filia. (Benkő J.: Transsilvania. II. 191.)
Martonos és Fotos közötti dombon magasodik református templomuk, melyet 1821-ben épített a többségében református vallású lakosság, mindössze 12 hét alatt. Fehérre meszelt falai hívogatóak, messze ellátszó tornyában műkincs értékű harang zengi az isteni dicsőséget.
Középkori tiszta katolikus lakossága a reformáció idején református lesz.
E század elején csak református egyháza van. A templomkert 1998-ban szentelt emlékműve az 1848-49-es magyar szabadságharc, valamint a két világháború hősei előtti tiszteletadás jelképe. A tengerszintől 600 méteren van.

## Etnikai összetétele
2002-ben 364 lakosa egy kivétellel magyar volt.
2008-ban az összes lakója magyar.
2012- ben 366 lakossa volt, amiből 362 magyar nemzetiségü, 334 református.

## Híres emberek
- Itt született 1930. február 9-én Berde Zoltán irodalomtanár, irodalomtörténész, kritikus.
- Berde Sándor (1856–1894) teológiai tanár, egyházi író (Berde Mária édesapja)
- Porzsolt Benjámin (1816–1865) jogász, teológus és közíró.